# 봄날은 간다 (드라마)
《봄날은 간다》는 1997년 4월 21일부터 1997년 6월 3일까지 방영된 한국방송공사 월화 미니시리즈이다.

## 줄거리
개발 바람이 불어닥친 한 마을의 과수원을 두고 이해관계가 서로 얽힌 사람들이 벌이는 해프닝을 코믹터치로 다루어 물질 만능주의의 세태를 풍자했다.

### 방송 일시
| 방송 채널 | 방송 기간                 | 비고 |
| --------- | ------------------------- | ---- |
| KBS 2TV   | 1997년 4월 21일 ~ 6월 3일 | 종료 |

## 등장 인물
- 이휘향 : 이언향 역 - 타지에서 온 미모의 여인
- 김영철 : 연진우 역 - 사기꾼
- 김호진 : 장도수 역 - 달근의 아들
- 박선영 : 장도희 역 - 달근의 딸, 도수의 여동생
- 김규리 : 오자희 역 - 도수의 연인
- 김규철 : 창수 역 - 도희의 연인
- 이대근 : 장달근 역
- 박혜숙 : 창수 어머니 역
- 남포동
- 신신애
- 양택조
- 강신조
- 장칠군
- 신소미
- 한유정
- 이원발
- 최용팔
- 양형호
- 송희남
- 김동완
- 문미봉
- 이한나
- 김봉근
- 김옥만

## 참고 사항
- 당초 첫 번째 기획안은 출생 당시 병원에서 뒤바뀐 여동생을 놓고 형제가 사랑게임을 벌이는 내용의 <4월의 키스>였는데 당시에는 <내 안의 천사> 후속으로 예정되어 있었으며 김호진이 남동생 역으로 낙점되었으나, 캐스팅, 작가 섭외 문제 등으로 <4월의 키스>의 편성이 보류됐고 당시 <4월의 키스> 자리에는 원래 <첫사랑> 후속으로 편성된[1] <폭풍 속으로>가 대체 편성된 바 있었다.
- 그 후, <폭풍 속으로> 후속으로 편성이 변경되면서 신예작가 윤영수가 극본을 맡고, 김승우가 김호진의 형 역으로 낙점됐으나 김승우와 김호진의 여동생 역을 섭외하는 문제로 어려움을 겪어왔으며 윤영수 작가의 개인사정으로 취소되자 연출자 이영희 PD는 지방 소읍의 농협 조합장 선거 이야기인 <대권>으로[2] 두 번째 기획안을 제출했지만 당시 대선 상황과 비슷하다는 고위 간부들의 반대로 또다시 취소된 바 있었다.
- 줄곧 시추에이션 드라마와 일일극 위주로 연출을 맡아 온 담당 PD 이영희의 처음이자 마지막 미니시리즈 연출작이며, 이영희 PD는 <봄날은 간다>가 KBS에서의 마지막 작품이 됐고 97년 9월 KBS에 사표를 제출한 뒤[3] SBS로 자리를 옮겼다.
- 1967년 자사 공채 7기 탤런트로 데뷔했으나[4] 1969년 MBC TV 개국과 함께 이적한 후 MBC 위주로 활동한 이대근이 해당 작품을 통해 KBS 복귀를 했다.
- 김규리는 해당 작품으로 <신고합니다> 이후 두 번째 드라마 출연을 하였다.[5]
- 중장년층을 주시청자로 삼은 이유도 있었지만, 노름빚으로 빼앗긴 땅을 되찾기 위해 술수를 부리는 여자, 단순하고 희화적으로 그려지는 토착민들, 뺀질한 성격을 가진 사기꾼에 의해 마을 전체가 속아 넘어갈 뻔하는 등의 스토리가 시대착오적이고 진부하다는 혹평이 있었다.[6]
- 언어 폭력의 문제[7]와 극중 이언향 역의 이휘향이 친딸을 조카로 속인다는 출생의 비밀[8] 내용을 삽입하여 비판을 받았고 결국 기대 이하의 성적에 그쳤다.
- KBS는 해당 드라마 후속으로 당초 이혼녀와 연하남의 사랑 이야기를 다룬 <사랑>을 내보내기로 했으나 배우 섭외 문제와 계절적 부적합성 탓인지 청춘 트렌디 드라마 <프로포즈>로 급선회하였는데 이에 앞서 <러브레터> <청혼> 등이 제목으로[9] 거론됐다.